# Albuca pendula
Albuca pendula  (лат.) — вид однодольных растений рода Альбука (Albuca) семейства Спаржевые (Asparagaceae). Впервые описан британским ботаником Брайаном Фридриком Мэтью в 1994 году.

## Распространение и среда обитания
Узкоареальный эндемик юго-запада Саудовской Аравии.
Растение произрастает на вертикальных стенах скал: приспособленность к таким местообитаниям считается крайне необычной среди луковичных геофитов, к которым относится и род Альбука.

## Ботаническое описание
Луковица полушаровидная с беловатой либо светло-коричневой оболочкой, белой и мясистой с внутренней стороны.
Листьев 8 на взрослом растении, голые, свисающие.
Соцветие колосовидное с 40—45 жёлто-зелёными цветками.
Плод — коробочка.
Число хромосом — 2n = 14, 16; диплоид.